# Sapir-Whorfhypothese
De Sapir-Whorfhypothese, ook wel de hypothese van linguïstische relativiteit, stelt dat de specifieke taal die gesproken wordt van invloed is op de manier waarop over de werkelijkheid gedacht wordt.
Zo zouden lichtblauw en donkerblauw door Nederlandstaligen als varianten van één kleur worden waargenomen, terwijl ze voor Russischtaligen, die voor lichtblauw een ander woord (голубой (goloeboj)) hanteren dan voor donkerblauw (синий (sini)), beide even fundamenteel verschillend zijn als rood en roze dat voor Nederlandstaligen zijn.
De hypothese ontleent haar naam aan de Amerikaanse taalkundigen Edward Sapir en zijn leerling Benjamin Lee Whorf, maar het idee werd al in 1820 door Wilhelm von Humboldt geopperd, die taal zag als de ziel der natie. Door Roger Brown werd een sterke en zwakke versie onderscheiden:
- linguïstisch determinisme, de sterke versie waarin taal iemands denken en werkelijkheid bepaalt;
- linguïstische relativiteit, de zwakkere variant waarin taal het denken slechts beïnvloedt, maar niet volledig determineert.

De sterke variant wordt vrij algemeen afgewezen, ook door Sapir en Whorf, maar naar de zwakke versie wordt nog veel onderzoek gedaan.
Whorf bestudeerde onder meer de taal van de Hopi. Volgens hem had deze stam een heel eigen manier om tijden uit te drukken en verschilde dus ook hun wereldbeeld volkomen van het Indo-Europese wereldbeeld; dat de Hopi tijd als iets circulairs beschouwden, had volgens Whorf alles met hun taal te maken. Hoewel deze bevindingen de nodige kritiek hebben gekregen, is zijn stelling dat grammaticale categorieën van een bepaalde taal het denken en culturele praktijken kunnen beïnvloeden wel vrij algemeen aanvaard.
Linguïstische relativiteit betekent dus dat de wijze waarop mensen denken, de wereld waarnemen en fenomenen classificeren causaal bepaald of beïnvloed wordt door hun taalsysteem.